# Charadra cakulha
Charadra cakulha là một loài bướm đêm thuộc họ Noctuidae. Nó là loài duy nhất được tìm thấy ở two specimens of the type series, collected vào giữa tháng 6 at San Cristobal de las Casas, Chiapas, México.
Chiều dài cánh trước là 19.7 mm đối với con đực.

## Etymology
A deity from Mayan mythology, Cakulha is the ruler of the lesser lightning bolts, và brother của Coyopa. Đây là một noun in apposition.